# Carlow (Mecklembourg)
Pour les articles homonymes, voir Carlow.
Carlow est une commune d'Allemagne de l'arrondissement du Mecklembourg-du-Nord-Ouest dans l'État de Mecklembourg-Poméranie-Occidentale située à 18 km de Lubeck. Sa population était de 1 265 habitants au 31 décembre 2008.

## Géographie
Carlow est située au bord d'un méandre de la rivière Maurine entre les villes de Ratzeburg, Gadebusch, Schönberg et Rehna.

## Histoire
Carlow a été mentionnée pour la première fois dans un document officiel en 1158.

## Personnalités
- Doris Runge, femme de lettres née en 1943